# Christer
Christer ist ein skandinavischer männlicher Vorname.

## Herkunft und Bedeutung
Christer ist eine schwedische und dänische Verkleinerungsform des Vornamens Christian. Eine schwedische und vor allem finnlandschwedische Variante des Namens ist Krister.

## Namensträger
- Göran Christer Åberg (1948–2001), schwedischer Fußballspieler und -trainer
- Christer Allgårdh (* 1967), schwedischer Tennisspieler
- Christer Boustedt (1939–1986), schwedischer Jazzmusiker und Schauspieler
- Christer Fuglesang (* 1957), schwedischer Physiker und Astronaut
- Christer Fursth (* 1970), schwedischer Fußballspieler
- Christer Gulldén (* 1960), schwedischer Ringer
- Christer Johansson (Skilangläufer) (* 1950), schwedischer Skilangläufer
- Christer Johansson (Tischtennisspieler) (* 1944), schwedischer Tischtennisspieler und -trainer
- Christer Karlsson (* 1965), schwedischer Skispringer
- Christer Lindqvist (* 1963), schwedischer Sprachwissenschaftler und Skandinavist
- Christer Lofstrand, schwedischer Poolbillardspieler
- Christer Majbäck (* 1964), schwedischer Skilangläufer
- Christer Manhusen (* 1941), schwedischer Diplomat
- Christer Mattiasson (* 1971), schwedischer Fußballspieler
- Christer Nylund (* 19**), schwedischer Curler
- Christer Olsson (* 1970), schwedischer Eishockeyspieler
- Lars-Christer Olsson (* 1950), schwedischer (europäischer) Fußballfunktionär
- Christer Persson (* 1943), schwedischer Schriftsteller
- Christer Pettersson (1947–2004), schwedischer Kleinkrimineller und Mord-Verdächtiger
- Christer Rake (* 1987), norwegischer Straßenradrennfahrer
- Christer Sjögren (* 1950), schwedischer Dansbands- und Rocksänger
- Christer Strömholm (1918–2002), schwedischer Fotograf
- Sven Christer Swahn (1933–2005), schwedischer Schriftsteller, Übersetzer, Literaturkritiker und Literaturwissenschaftler
- Christer Thorn (1879–1956), schwedischer Romanist und Didaktiker